# توجيهات الطاقة المتجددة لعام 2009
توجيهات الطاقة المتجددة لعام 2009، هو بيان صادر من الاتحاد الأوروبي ينص علي مستويات استخدام الطاقة المتجددة داخل الاتحاد الأوروبي. في 23 أبريل عام 2009، تم نشر التوجيه وتم إلغاء توجيه 2001 الذي يختص بشأن إنتاج الكهرباء من مصادر الطاقة المتجددة 2001/77 / EC. ينص التوجيه علي أن 20% من الطاقة المستهلكة داخل الاتحاد الأوروبي قابلة للتجديد. يتم تجميع هذا الهدف بين الدول الاعضاء.
في مارس 2007، توصل زعماء الاتحاد الأوروبي بالفعل إلي اتفاق، فمن حيث المبدأ، يجب إنتاج 20% من الاستهلاك النهائي الطاقة داخل الكتلة من مصادر الطاقة المتجددة عند بداية عام 2020، كجزء من جهودها لخفض انبعاثات ثاني اكسيد الكربون. لاحقا أصبحت هذه السياسة جزءًا من إستراتيجية طاقة الاتحاد الأوروبي 2020 المؤرخة في 10 نوفمبر 2010. أهداف الإستراتيجية الرئيسية هي خفض انبعاثات ثاني اكسيد الكربون بنسبة 20%، وزيادة حصة الطاقة المتجددة إلي 20%، وتحقيق توفير في الطاقة بنسبة 20% أو أكثر. تعتمد الأهداف علي بعضها البعض.
في يناير 2008، تم نشر مسودة تقرير التوجيه من قبل المفوضية الأوروبية. عمل كلود تورمز كمقرر حول المسودة.
في 30 يونيو 2010، كانت الدول الأعضاء ملزمة بإبلاغ المفوضية الأوروبية بخطة العمل الوطنية للطاقة المتجددة التي تحدد خارطة الطريق. يجب على الدول الأعضاء أيضًا تقديم تقارير متتالية تشرح تنفيذها للتوجيهات والتقدم المحرز نحو تحقيق أهدافها، كما هو مطلوب بموجب المادة 22 من التوجيه.
في يونيو 2015، ظهر تقرير صادر من المفوضية الأوروبية، ينص علي أن دول الاتحاد الأوروبي تسير على الطريق الصحيح لتحقيق هدف إجمالي 20%.

## الأهداف الوطنية لمصادر الطاقة المتجددة
الهدف العام للاتحاد الأوروبي لاستخدام الطاقة المتجددة هو 20% بحلول عام 2020. تختلف أهداف الطاقة المتجددة في كل بلد تبدأ بحد أدنى من 10% في مالطا إلى 72% من إجمالي استخدام الطاقة في أيسلندا.
| الأهداف الوطنية الشاملة                                                                                              | نسبة المشاركة في 2005 | هدف 2020 |
| --- | --------------------- | -------- |
| النمسا | 23.3%                 | 34%      |
| بلجيكا | 2.2%                  | 13%      |
| بلغاريا | 9.4%                  | 16%      |
| قبرص | 2.9%                  | 13%      |
| جمهورية التشيك | 6.1%                  | 13%      |
| الدنمارك | 17%                   | 30%      |
| استونيا | 18%                   | 25%      |
| فنلندا | 28.5%                 | 38%      |
| فرنسا | 10.3%                 | 23%      |
| ألمانيا | 5.8%                  | 18%      |
| اليونان | 6.9%                  | 18%      |
| المجر | 4.3%                  | 13%      |
| أيسلندا | 63.4%                 | 72%      |
| أيرلندا | 3.1%                  | 16%      |
| إيطاليا | 5.2%                  | 17%      |
| لاتفيا | 32.6%                 | 40%      |
| ليتوانيا | 15%                   | 23%      |
| لوكسمبورغ | 0.9%                  | 11%      |
| مالطا | 0.0%                  | 10%      |
| هولندا | 2.4%                  | 14%      |
| النرويج | 60.1%                 | 67.5%    |
| بولندا | 7.2%                  | 15%      |
| البرتغال | 20.5%                 | 31%      |
| رومانيا | 17.8%                 | 24%      |
| سلوفاكيا | 6.7%                  | 14%      |
| سلوفينيا | 16.0%                 | 25%      |
| إسبانيا | 8.7%                  | 20%      |
| السويد | 39.8%                 | 49%      |
| المملكة المتحدة | 1.3%                  | 15%      |
| * قدمت أيسلندا والنرويج خطط عمل الطاقة المتجددة إلى مفوضية الاتحاد الأوروبي مع أهداف عام 2020 وتفاصيل خطوات التنمية. |                       |          |

## التطورات المستقبلية
ينتهي التوجيه الحالي للطاقة المتجددة في عام 2020. في 21 ديسمبر 2018، تم اعتماد التوجيه الجديد 2018/2001 / EC، الملقب بـ RED II.